# Ujan
Ujan, Udzhan ou Udjan (en arménien Ուջան) est une communauté rurale du marz d'Aragatsotn en Arménie, à 30 km au nord-ouest d’Erevan et au pied du mont Aragats. Elle compte 3 475 en 2009.

Ujan possède une statue du général Andranik, héros national arménien.